# 卡尔三世·威廉 (巴登-杜尔拉赫)

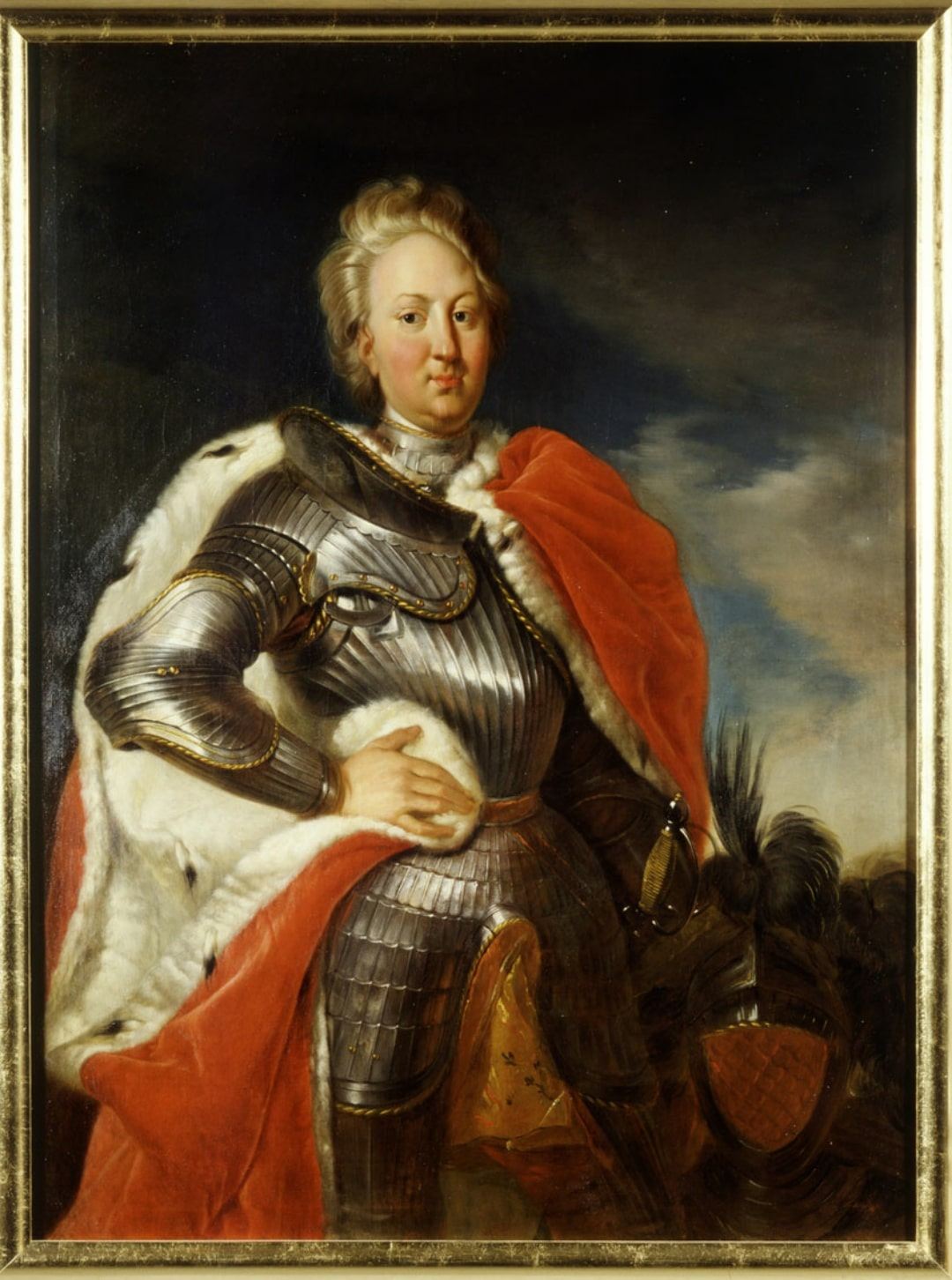
巴登-杜尔拉赫藩侯卡尔三世·威廉

卡尔三世·威廉（Karl III. Wilhelm von Baden-Durlach，1679年1月17日—1738年5月12日）是德国巴登-杜尔拉赫藩侯，1709年至1738年间统治巴登边区。他在1715年创建了德国城市卡尔斯鲁厄，并在那里建造了新的宫殿。
卡尔·威廉是巴登-杜尔拉赫藩侯弗里德里希七世·马格努斯（Friedrich VII. Magnus von Baden-Durlach，1647年9月23日—1709年6月25日）的儿子。

## 青年时期
卡尔·威廉1690年起在乌得勒支、日内瓦和洛桑学习政治学、法学和历史学，游历了英国、瑞典和意大利。15岁时便跟随他的叔叔、因与土耳其奥斯曼帝国作战而得名“土耳其路易”的路德维希·威廉（Ludwig Wilhelm von Baden，1655年4月8日—1707年1月4日）入伍作战，获得上校军衔，参加了1701年至1714年西班牙王位的争夺战，直至1709年成为巴登-杜尔拉赫藩侯。

## 继位
巴登-杜尔拉赫藩侯的宫殿在杜尔拉赫的卡尔斯堡，1689年8月15日杜尔拉赫在普法尔茨王位争夺战中被法国人掠夺一空并烧毁，1691年再次被掠夺，藩侯家族甚至没有了住所，需要在杜尔拉赫建造新的宫殿，但是藩侯扩建卡尔斯堡的昂贵计划遭到杜尔拉赫居民的反抗，他们不愿意把自己的农田让出来给藩侯建造宫殿。当时的统治者、卡尔·威廉的父亲只能暂住在城外Grötzingen的奥古斯腾堡，其后又搬去了巴塞尔，而卡尔·威廉则去跟随他的叔叔作战。
1709年，卡尔·威廉的父亲弗里德里希七世·马格努斯去世，卡尔·威廉继承爵位成为杜尔拉赫的统治者，他审时度势，决定去寻找一片尚未被开发的土地建造他的宫殿。1715年他建造了卡尔斯鲁厄城，1717年7月5日他在新的卡尔斯鲁厄宫殿接见市民，并把杜尔拉赫的官员、市民连同他们的农田一起搬到了卡尔斯鲁厄。
卡尔·威廉从小目睹了他的出生地杜尔拉赫被法国人烧毁，他迫切地希望他的领地能够得到长治久安，1714年西班牙王位繼承戰爭结束後，他同巴登-巴登藩侯路易·辛珀特签订协议（當時路易年僅13，故由其攝政的母親主導協議），如果巴登-杜尔拉赫家族和巴登-巴登家族中的任何一个绝嗣，这两个家族将合并统一巴登，这也解释了为什么他将新的宫殿建造在了当时巴登-巴登领地的边界上。根据这个协议，1771年巴登-巴登藩侯奥古斯特·格奥尔格死后，巴登-巴登绝嗣，并入巴登-杜尔拉赫，巴登实现统一。

## 卡尔斯鲁厄的建城

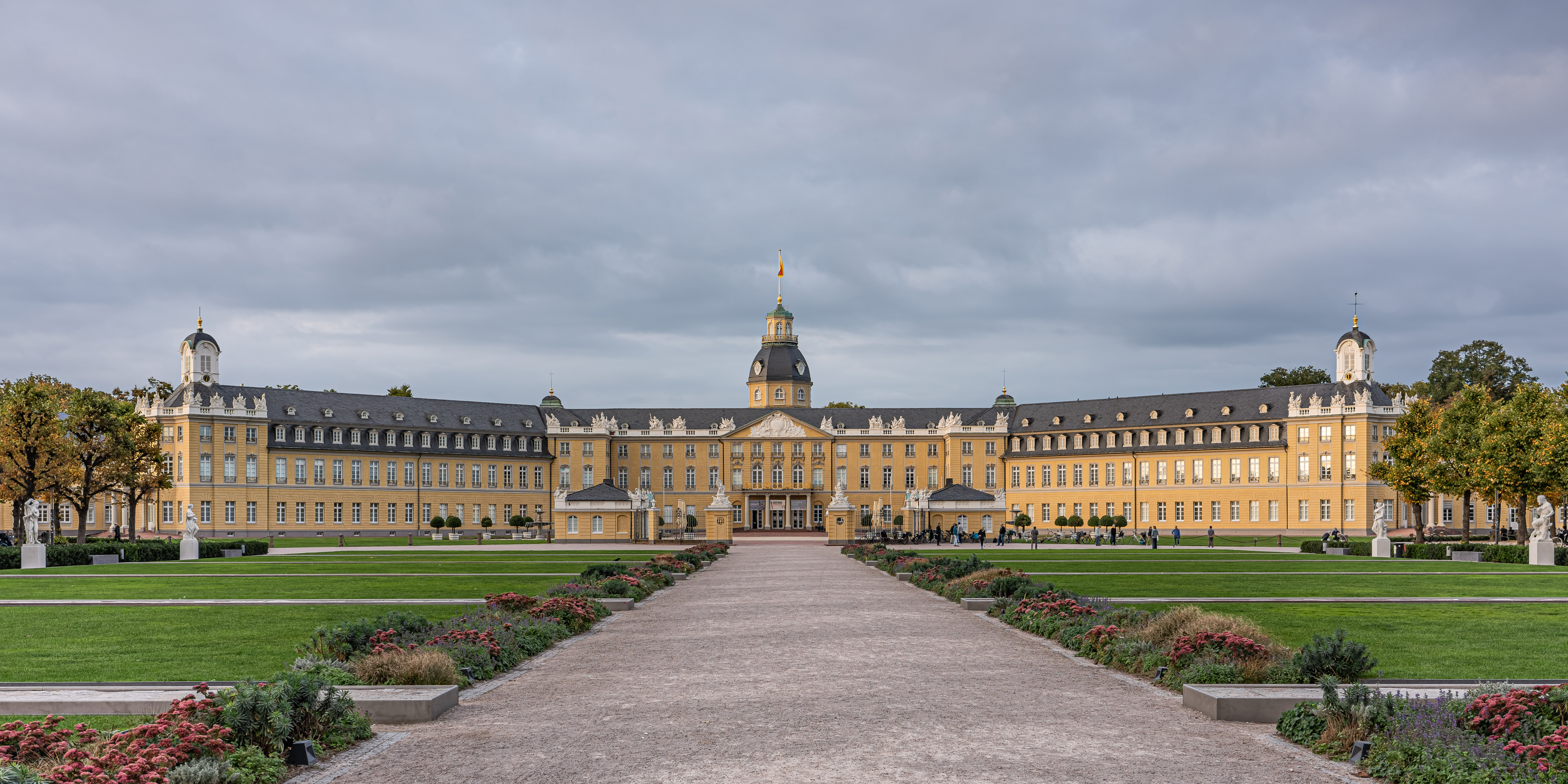
卡尔三世·威廉是卡尔斯鲁厄宫殿的建造者。

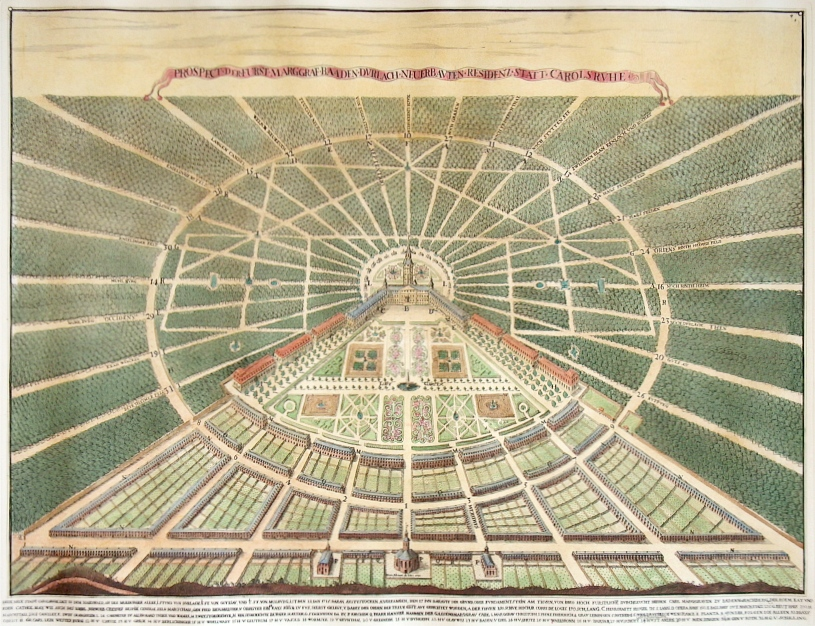
卡尔斯鲁厄的城市扇形结构（Heinrich Schwarz的铜版雕刻作品(1721)

1715年6月17日，卡尔·威廉为新宫殿的塔楼奠基。关于他建造新宫殿的理由，历史文献上没有很多的记载。一说新宫殿是为了实现他对绝对至高无上统治权的追求，很多人认为他模仿了路易十四的凡尔赛宫。另一说是他爱好园艺和打猎，而杜尔拉赫不能为他提供足够的休闲空间。
城市的名字卡尔斯鲁厄（Karlsruhe，Karl即“卡尔”，Ruhe的意思是“安宁”），卡尔·威廉希望这座新城成为他从战争中解脱出来，获得安宁和休闲的地方。一开始卡尔·威廉设计用木头建造宫殿，但是他儿时曾目睹宫殿被法国人烧毁，而且当时周边的战争危险仍然很大，因此他改用了石头砌成宫殿的外墙。此外，他希望在有生之年看到宫殿的完工，有人曾责备他建造的宫殿不够奢华，但他执意建造一所与他小国藩侯身份相适应的宫殿。
卡尔斯鲁厄宫殿原本只是卡尔·威廉的夏季寝宫，但为了发展城市，他将其作为常年居所。为了吸引各地的居民搬迁到新建的卡尔斯鲁厄来，卡尔·威廉为搬迁者开出了优厚的特别待遇，他承诺提供免费的房屋地皮和建房所需的木头和沙石，并免除20年税收，除此之外，他还规定居民们享有宗教信仰自由、迁徙自由，废除农奴制度和强制劳动，在战争时期亦不用担心自己的房屋被征用。城市的首批居民来自普鲁士、波兰、萨克森、巴伐利亚、阿尔萨斯、施瓦本和巴登周边地区。
卡尔斯鲁厄发展很快，城市被规划和建造成扇形，城市的道路从卡尔·威廉的宫殿如同太阳光一般向四周延伸，卡尔·威廉的宫殿成为了他的城市和国家的中心。这一独具匠心的设计被认为是在暗示对“太阳王”路易十四的崇拜。

## 去世

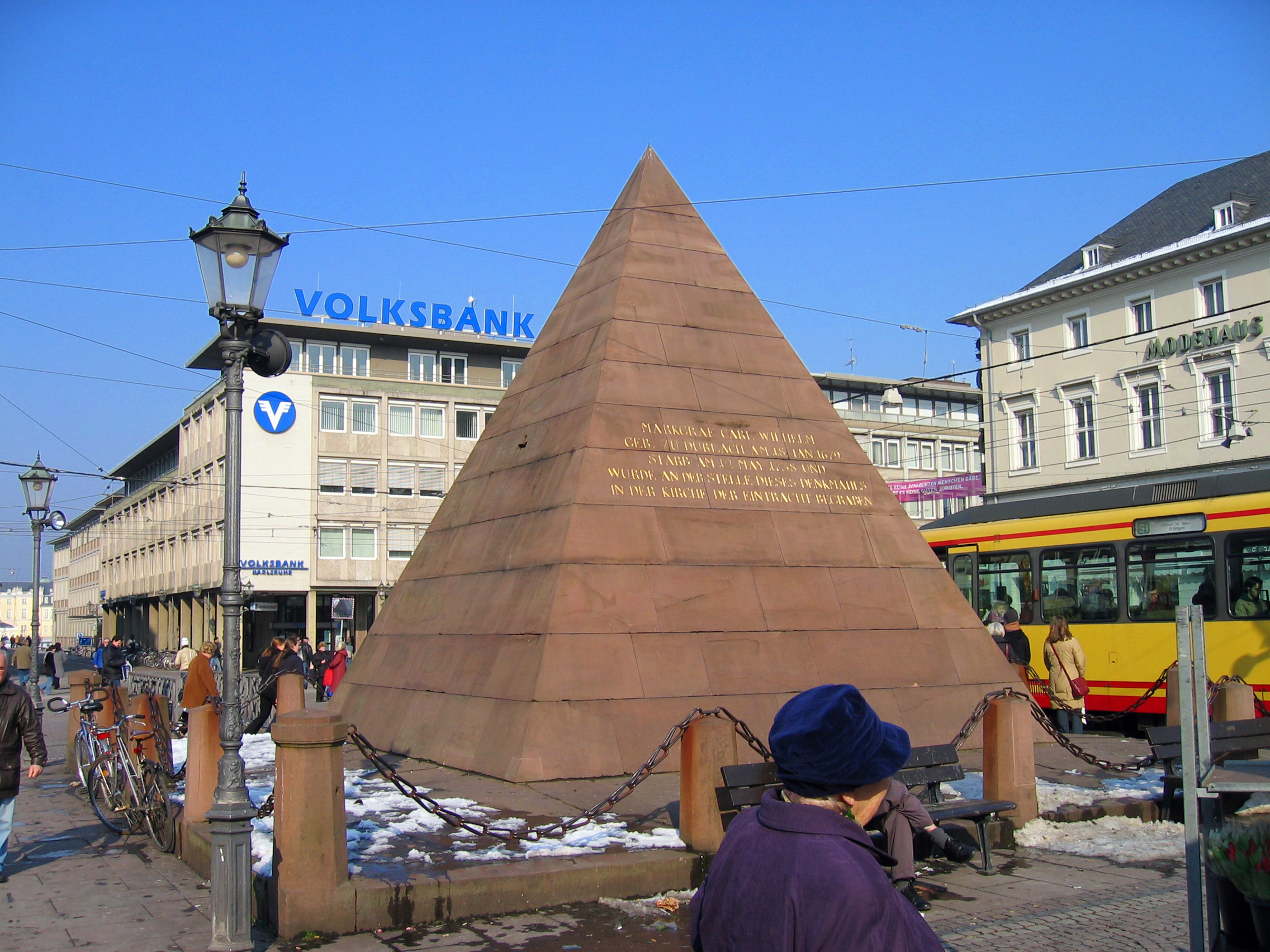
卡尔斯鲁厄集市广场上的金字塔，卡尔三世·威廉安葬在地下室。

1738年5月12日，卡尔三世·威廉突然中风去世，当时他正在卡尔斯鲁厄种植他最喜欢的郁金香。依照他的遗愿，他的遗体被安葬在了卡尔斯鲁厄Konkordienkirche教堂的地下室，现在这座教堂已被拆除，取而代之的是卡尔斯鲁厄集市广场上的金字塔。

## 继承人
卡尔三世·威廉于1697年6月27日娶符腾堡公爵威廉·路德维希（Wilhelm Ludwig，1647年1月7日—1677年6月23日）的女儿玛格达勒娜·威廉明妮（Magdalena Wilhelmine，1677年11月7日—1742年10月30日）为妻，生有：
- 卡尔·马格努斯（Karl Magnus，1701年1月21日—1712年1月12日），早逝
- 腓特烈（Friedrich von Baden-Durlach，1703年10月7日—1732年3月26日），巴登·杜尔拉赫藩侯继承人
- 奥古斯特·玛格达勒娜（Auguste Magdalene，1706年11月13日—1709年8月25日）

由于卡尔·威廉的儿子弗里德里希先他而去世，作为继承人的他的孙子卡尔·弗里德里希（Karl Friedrich，1728年11月22日—1811年6月10日）在卡尔·威廉去世时又年仅10岁，因此由卡尔·弗里德里希的堂叔卡尔·奥古斯特（Karl August von Baden-Durlach，1712年11月14日—1786年9月30日）摄政统治，直至1746年后，卡尔·弗里德里希亲政。